# Pedro de la Rosa
Pedro Martínez de la Rosa (* 24. Februar 1971 in Barcelona) ist ein spanischer Automobilrennfahrer. Er startete zwischen 1999 und 2012 zu 105 Grand-Prix-Rennen in der Formel 1. Von 2003 bis 2011 war er mit Unterbrechungen als Testfahrer bei McLaren unter Vertrag. Von 2013 bis 2014 war er Testfahrer der Scuderia Ferrari.
Bevor de la Rosa in der Formel 1 fuhr, entschied er mehrere japanische Meisterschaften für sich: 1995 wurde er japanischer Formel-3-Meister, 1997 gewann er die Meistertitel der Formel Nippon und der japanischen GT-Meisterschaft.

## Karriere

### Anfänge im Motorsport
De la Rosa begann seine Motorsportkarriere 1988 im Kartsport. Anschließend gab er 1989 sein Formelsportdebüt in der spanischen Formel Fiat Uno und wurde auf Anhieb Meister der Serie. Ein Jahr später wechselte er in die spanische Formel Ford und gewann mit acht Siegen aus zehn Rennen dominant den Meistertitel. Außerdem bestritt er einige Rennen der britischen Formel Ford. 1991 trat der Spanier in der spanischen Formel Renault an und erzielte in dieser Meisterschaft den vierten Platz in der Fahrerwertung. 1992 gewann er die Meistertitel der europäischen und der britischen Formel Renault.
1993 stieg de la Rosa in die britische Formel-3-Meisterschaft auf und wurde auf Anhieb Sechster in der Gesamtwertung. Im folgenden Jahr konnte er nicht an die Ergebnisse aus dem Vorjahr anknüpfen und belegte nur den 19. Gesamtrang.
1995 verließ der Spanier Europa und wechselte nach Japan in die japanische Formel-3-Meisterschaft. De la Rosa dominierte die Saison und gewann acht von neun Rennen. Außerdem wurde er Dritter beim prestigeträchtigen Macau Grand Prix. In den folgenden zwei Jahren trat er sowohl in der Formel Nippon, als auch in der japanischen GT-Meisterschaft an. Nachdem er in seiner ersten Saison den achten Platz in der Formel Nippon und den 13. Platz in der japanischen GT-Meisterschaft belegt hatte, gewann er 1997 in beiden Serien den Meistertitel. In der Formel Nippon beendete er jedes Rennen auf dem Podium.

### Formel 1
1998 unterschrieb er einen Vertrag als Testfahrer des britisch-irischen Formel-1-Teams Jordan Grand Prix. 1999 stieg de la Rosa zum Stammfahrer bei Arrows auf. In seiner Debüt-Saison erzielte er gleich beim ersten Rennen seinen ersten Punkt, der der einzige in der Saison bleiben sollte. Am Saisonende belegte er vor seinem Teamkollegen Toranosuke Takagi den 18. Gesamtrang. 2000 blieb er bei Arrows und erhielt mit Jos Verstappen einen neuen Teamkollegen, der meistens schneller als de la Rosa war. Er holte in der Saison zwei Punkte und belegte hinter Verstappen, der Zwölfter wurde, den 16. Gesamtrang.

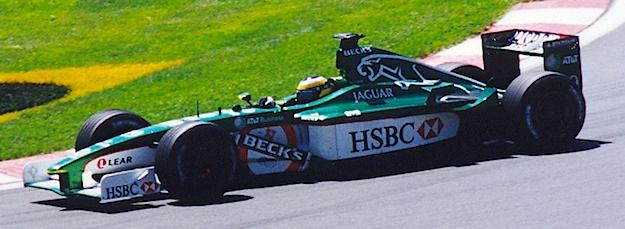
De la Rosa im Jaguar R2, GP Kanada 2001

Weil er 2001 durch den von Sponsor Red Bull unterstützten Brasilianer Enrique Bernoldi ersetzt worden war, entschied sich de la Rosa, erneut als Testfahrer zu arbeiten, um im Geschäft zu bleiben. Er unterschrieb zunächst bei Prost Grand Prix, entschied sich jedoch wegen mangelnder Perspektive kurzfristig um und bekam einen Vertrag als Reservefahrer von Jaguar, wo er ab dem fünften Rennen den zu Prost gewechselten Stammpiloten Luciano Burti ersetzte. Der Spanier erkämpfte drei WM-Punkte und belegte am Saisonende den 16. Gesamtrang hinter seinem Teamkollegen Eddie Irvine. 2002 blieb de la Rosa zusammen mit Irvine bei Jaguar. Während de la Rosa mit dem Jaguar R3 nicht zurechtkam und punktelos den 21. Gesamtrang belegte, gelang Irvine ein Podest-Platz und wurde Neunter der Fahrerweltmeisterschaft. Da Jaguar aber wegen anhaltender Erfolglosigkeit unter enormem Leistungsdruck stand, wurden beide Fahrer ausgetauscht und de la Rosa stand erneut ohne Cockpit da.
De la Rosa, mittlerweile schon 32 Jahre alt, nahm ein Angebot von McLaren an, ab 2003 als zweiter Testfahrer neben Alexander Wurz für das Team zu arbeiten. Knapp zwei Jahre später verletzte sich Stammfahrer Juan Pablo Montoya und fiel für zwei Rennen aus. De la Rosa startete beim GP von Bahrain 2005 für den Kolumbianer und beendete das Rennen als Fünfter. In Erinnerung blieb, dass er dabei die schnellste Runde des Rennens fuhr.

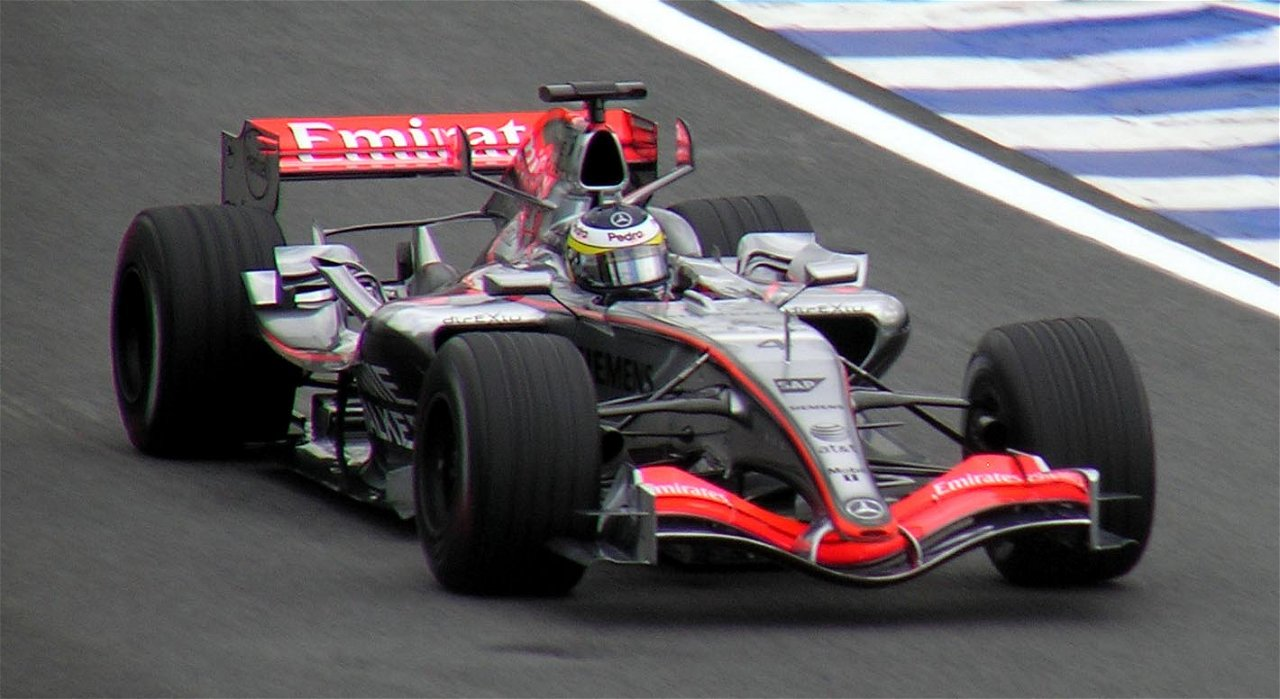
De la Rosa im McLaren MP4-21, GP Brasilien 2006

Nachdem Wurz McLaren 2006 verlassen hatte, wurde de la Rosa zum neuen Ersatzfahrer des Rennstalls bestimmt. Es ergab sich überraschend erneut die Möglichkeit, das Cockpit von Montoya zu übernehmen, nachdem McLaren den Vertrag mit dem Südamerikaner noch während der laufenden Saison aufgelöst und seinen Fahrer freigestellt hatte. De la Rosa übernahm den Platz neben dem Finnen Kimi Räikkönen bis zum Saisonende und hatte damit erstmals seit fast vier Jahren wieder ein Stammcockpit in der Formel 1. Beim Großen Preis von Ungarn sicherte sich der Spanier mit dem zweiten Platz hinter Jenson Button den bisher größten Erfolg seiner Formel-1-Karriere und gleichzeitig seinen bisher einzigen Podestplatz.
Zum Ende der Saison 2006 machte sich de la Rosa ernsthafte Hoffnungen, an der Seite seines Landsmannes Fernando Alonso für die folgende Saison als Stammfahrer engagiert zu werden. McLaren gab schließlich jedoch dem Nachwuchspiloten Lewis Hamilton den Vorzug. Auch Ende 2007, als McLaren die Zusammenarbeit mit Alonso überraschend beendete, gehörte de la Rosa zu den Kandidaten für das verwaiste Cockpit. Erneut wurde dem Spanier in dem Finnen Heikki Kovalainen jedoch ein Youngster vorgezogen. Er blieb bis Ende 2009 Testfahrer bei McLaren.

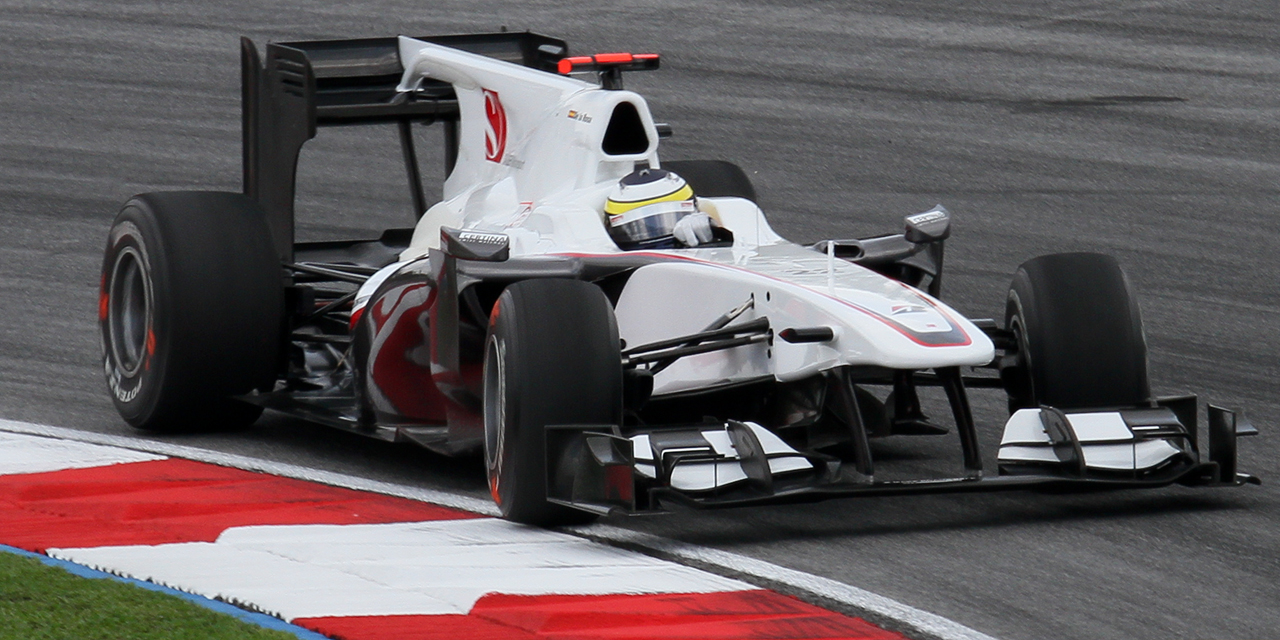
De la Rosa im Sauber C29, GP Malaysia 2010

Für 2010 wurde de la Rosa trotz seines Alters von mittlerweile 39 Jahren erneut als Stammpilot für ein Formel-1-Cockpit gehandelt. Diesmal allerdings bekam er es auch und sicherte sich das zweite Cockpit bei Sauber neben dem Japaner Kamui Kobayashi. Beim zweiten Rennen erreichte er erstmals das Ziel. Der Spanier lag dabei lange Zeit auf Punktekurs, wurde aber schließlich, nachdem ihn einige Fahrer überholt hatten, Zwölfter. Zum Großen Preis von Malaysia konnte er nicht starten, da sein Rennwagen schon auf dem Weg in die Startaufstellung liegen geblieben war. Beim Großen Preis von Ungarn holte er als Siebter seine ersten Punkte für Sauber. Mit seinem Teamkollegen Kobayashi konnte er überwiegend nicht mithalten. Nach dem Großen Preis von Italien wurde de la Rosa durch Nick Heidfeld ersetzt. Am Saisonende belegte er den 17. Gesamtrang.
Anschließend übernahm er die Position des Testfahrers beim Reifenhersteller Pirelli. Dort blieb er bis Anfang März 2011, bevor McLaren schließlich bekannt gab, dass de la Rosa in der Saison 2011 erneut die Position des Test- und Ersatzfahrers für das britische Team übernimmt. Nachdem Sauber-Pilot Sergio Pérez nach dem ersten freien Training des Großen Preises von Kanada über Unwohlsein, vermutlich infolge seines schweren Unfalls im Qualifying zum Großen Preis von Monaco, klagte, sprang de la Rosa ab dem zweiten freien Training kurzfristig für ihn ein. Er beendete das Rennen als Zwölfter und belegte am Saisonende den 20. Gesamtrang.

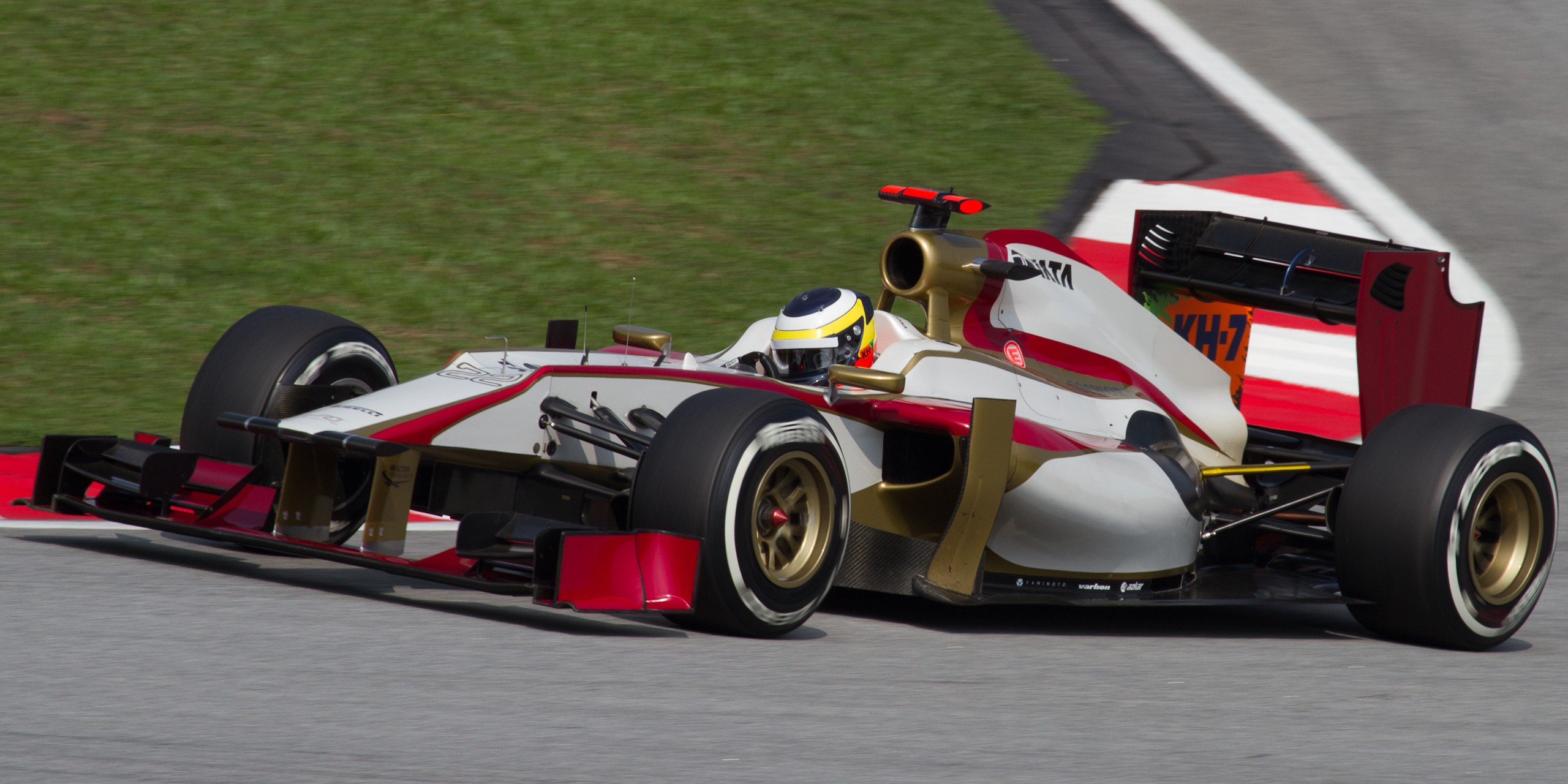
De la Rosa im HRT F112

Ende 2011 wurde bekannt, dass de la Rosa beginnend ab der Saison 2012 einen Zweijahresvertrag bei HRT als Stammfahrer unterschrieben hat. Beim Saisonauftakt, dem Großen Preis von Australien, scheiterte de la Rosa wie auch sein Teamkollege Narain Karthikeyan an der Qualifikation und wurde auch nachträglich nicht zum Rennen zugelassen. Beim zweiten Rennen gelang beiden HRT die Qualifikation. De la Rosa belegte am Saisonende den 25. Platz in der Fahrerwertung. Zur Saison 2013 stieg HRT aus der Formel 1 aus, sodass de la Rosas Vertrag obsolet wurde. De la Rosa wechselte daraufhin zur Scuderia Ferrari, wo er von 2013 bis 2014 einer von mehreren Testfahrern war.
Von 2008 bis März 2010 war er erstmals Präsident der Fahrervereinigung GPDA. In den Jahren 2012 und 2013 übernahm er diese Position erneut, bevor er 2014 von Alexander Wurz abgelöst wurde.

## Persönliches
De la Rosa ist mit Maria verheiratet und zog im Jahr 2007 von Barcelona nach Zürich. Zudem ist er Vater von drei Töchtern.

## Statistik

### Karrierestationen
| - 1983–1988: Kartsport - 1989: Spanische Formel Fiat (Meister) - 1990: Spanische Formel Ford (Meister) - 1991: Spanische Formel Renault (Platz 4) - 1992: Britische Formel Renault (Meister) - 1992: Rencontres Internationales de Formule Renault (Meister) - 1993: Britische Formel 3 (Platz 6) - 1994: Britische Formel 3 (Platz 19) - 1995: Japanische Formel 3 (Meister) - 1996: Formel Nippon (Platz 8) | - 1996: Japanische GT-Meisterschaft (Platz 8) - 1997: Formel Nippon (Meister) - 1997: Japanische GT-Meisterschaft (Meister) - 1998: Formel 1 (Testfahrer) - 1999: Formel 1 (Platz 18) - 2000: Formel 1 (Platz 16) - 2001: Formel 1 (Platz 16) - 2002: Formel 1 (Platz 21) - 2003: Formel 1 (Testfahrer) - 2004: Formel 1 (Testfahrer) | - 2005: Formel 1 (Platz 20) - 2006: Formel 1 (Platz 11) - 2007: Formel 1 (Testfahrer) - 2008: Formel 1 (Testfahrer) - 2009: Formel 1 (Testfahrer) - 2010: Formel 1 (Platz 17) - 2011: Formel 1 (Platz 20) - 2012: Formel 1 (Platz 25) - 2013: Formel 1 (Testfahrer) - 2014: Formel 1 (Testfahrer) |

### Statistik in der Formel-1-Weltmeisterschaft

#### Gesamtübersicht
| Saison | Team                  | Chassis        | Motor            | Rennen | Siege | Zweiter | Dritter | Poles | schn. Rennrunden | Punkte | WM-Pos. |
| ------ | --------------------- | -------------- | ---------------- | ------ | ----- | ------- | ------- | ----- | ---------------- | ------ | ------- |
| 1999   | Arrows                | Arrows A20     | Arrows 3.0 V10   | 16     | –     | –       | –       | –     | –                | 1      | 18.     |
| 2000   | Arrows F1 Team        | Arrows A21     | Supertec 3.0 V10 | 17     | –     | –       | –       | –     | –                | 2      | 16.     |
| 2001   | Jaguar Racing         | Jaguar R2      | Cosworth 3.0 V10 | 13     | –     | –       | –       | –     | –                | 3      | 16.     |
| 2002   | Jaguar Racing         | Jaguar R3      | Cosworth 3.0 V10 | 17     | –     | –       | –       | –     | –                | –      | 21.     |
| 2005   | West McLaren Mercedes | McLaren MP4-20 | Mercedes 3.0 V10 | 1      | –     | –       | –       | –     | 1                | 4      | 20.     |
| 2006   | Team McLaren Mercedes | McLaren MP4-21 | Mercedes 2.4 V8  | 8      | –     | 1       | –       | –     | –                | 19     | 11.     |
| 2010   | BMW Sauber F1 Team    | Sauber C29     | Ferrari 2.4 V8   | 13     | –     | –       | –       | –     | –                | 6      | 17.     |
| 2011   | Sauber F1 Team        | Sauber C30     | Ferrari 2.4 V8   | 1      | –     | –       | –       | –     | –                | –      | 20.     |
| 2012   | HRT F1 Team           | HRT F112       | Cosworth 2.4 V8  | 19     | –     | –       | –       | –     | –                | –      | 25.     |
| Gesamt | Gesamt                | Gesamt         | Gesamt           | 105    | –     | 1       | –       | –     | 1                | 35     |         |

#### Einzelergebnisse
| Saison | 1   | 2   | 3   | 4   | 5   | 6   | 7   | 8   | 9   | 10 | 11  | 12  | 13  | 14  | 15  | 16  | 17 | 18 | 19 | 20 |
| ------ | --- | --- | --- | --- | --- | --- | --- | --- | --- | -- | --- | --- | --- | --- | --- | --- | -- | -- | -- | -- |
| 1999   |     |     |     |     |     |     |     |     |     |    |     |     |     |     |     |     |    |    |    |    |
| 6      | DNF | DNF | DNF | 11  | DNF | 11  | DNF | DNF | DNF | 15 | DNF | DNF | DNF | DNF | 13  |     |    |    |    |    |
| 2000   |     |     |     |     |     |     |     |     |     |    |     |     |     |     |     |     |    |    |    |    |
| DNF    | 8   | DNF | DNF | DNF | 6   | DNF | DNF | DNF | DNF | 6  | 16  | 16  | DNF | DNF | 12  | DNF |    |    |    |    |
| 2001   |     |     |     |     |     |     |     |     |     |    |     |     |     |     |     |     |    |    |    |    |
|        |     |     |     | DNF | DNF | DNF | 6   | 8   | 14  | 12 | DNF | 11  | DNF | 5   | 12  | DNF |    |    |    |    |
| 2002   |     |     |     |     |     |     |     |     |     |    |     |     |     |     |     |     |    |    |    |    |
| 8      | 10  | 8   | DNF | DNF | DNF | 10  | DNF | 10  | 11  | 9  | DNF | 13  | DNF | DNF | DNF | DNF |    |    |    |    |
| 2005   |     |     |     |     |     |     |     |     |     |    |     |     |     |     |     |     |    |    |    |    |
| TD     | TD  | 5   | TD  | TD  |     |     | TD  | TD  | TD  | TD |     |     | TD  | TD  |     |     | TD | TD |    |    |
| 2006   |     |     |     |     |     |     |     |     |     |    |     |     |     |     |     |     |    |    |    |    |
|        |     |     |     |     |     |     |     |     |     | 7  | DNF | 2   | 5   | DNF | 5   | 11  | 8  |    |    |    |
| 2010   |     |     |     |     |     |     |     |     |     |    |     |     |     |     |     |     |    |    |    |    |
| DNF    | 12  | DNS | DNF | DNF | DNF | 11  | DNF | 12  | DNF | 14 | 7   | 11  | 14  |     |     |     |    |    |    |    |
| 2011   |     |     |     |     |     |     |     |     |     |    |     |     |     |     |     |     |    |    |    |    |
|        |     |     |     |     |     | 12  |     |     |     |    |     |     |     |     |     |     |    |    |    |    |
| 2012   |     |     |     |     |     |     |     |     |     |    |     |     |     |     |     |     |    |    |    |    |
| DNQ    | 21  | 21  | 20  | 19  | DNF | DNF | 17  | 20  | 21  | 22 | 18  | 18  | 17  | 18  | DNF | DNF | 17 | 21 | 17 |    |

| Legende  | Legende            | Legende                                                          |
| Farbe    | Abkürzung          | Bedeutung                                                        |
| -------- | ------------------ | ---------------------------------------------------------------- |
| Gold     | –                  | Sieg                                                             |
| Silber   | –                  | 2. Platz                                                         |
| Bronze   | –                  | 3. Platz                                                         |
| Grün     | –                  | Platzierung in den Punkten                                       |
| Blau     | –                  | Klassifiziert außerhalb der Punkteränge                          |
| Violett  | DNF                | Rennen nicht beendet (did not finish)                            |
| Violett  | NC                 | nicht klassifiziert (not classified)                             |
| Rot      | DNQ                | nicht qualifiziert (did not qualify)                             |
| Rot      | DNPQ               | in Vorqualifikation gescheitert (did not pre-qualify)            |
| Schwarz  | DSQ                | disqualifiziert (disqualified)                                   |
| Weiß     | DNS                | nicht am Start (did not start)                                   |
| Weiß     | WD                 | zurückgezogen (withdrawn)                                        |
| Hellblau | PO                 | nur am Training teilgenommen (practiced only)                    |
| Hellblau | TD                 | Freitags-Testfahrer (test driver)                                |
| ohne     | DNP                | nicht am Training teilgenommen (did not practice)                |
| ohne     | INJ                | verletzt oder krank (injured)                                    |
| ohne     | EX                 | ausgeschlossen (excluded)                                        |
| ohne     | DNA                | nicht erschienen (did not arrive)                                |
| ohne     | C                  | Rennen abgesagt (cancelled)                                      |
| ohne     | keine WM-Teilnahme |                                                                  |
| sonstige | P/fett             | Pole-Position                                                    |
| sonstige | 1/2/3/4/5/6/7/8    | Punktplatzierung im Sprint-/Qualifikationsrennen                 |
| sonstige | SR/kursiv          | Schnellste Rennrunde                                             |
| sonstige | *                  | nicht im Ziel, aufgrund der zurückgelegten Distanz aber gewertet |
| sonstige | ()                 | Streichresultate                                                 |
| sonstige | unterstrichen      | Führender in der Gesamtwertung                                   |